# Muzeum polského letectví v Krakově

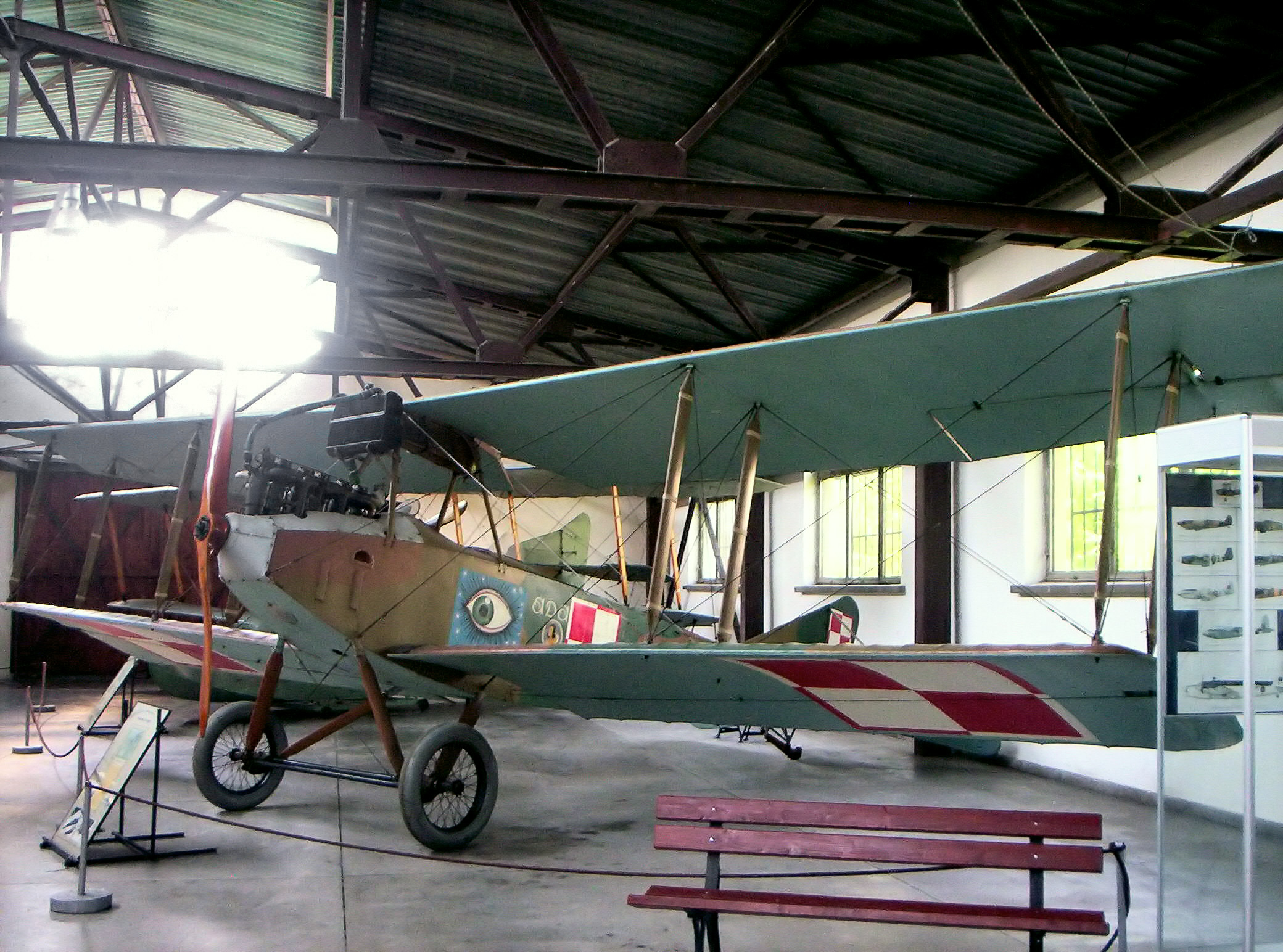
Albatros B.II

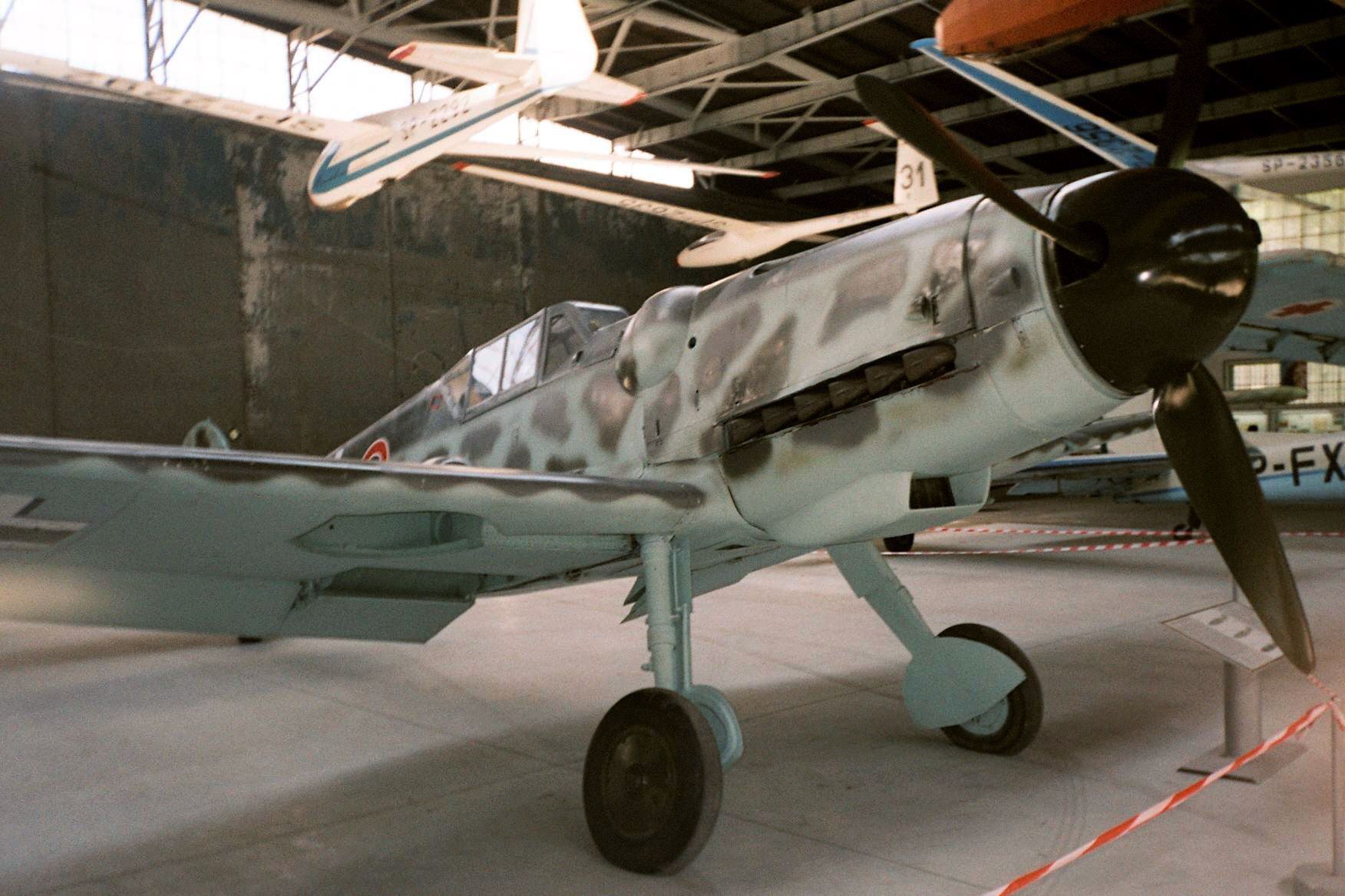
Bf 109 G-6

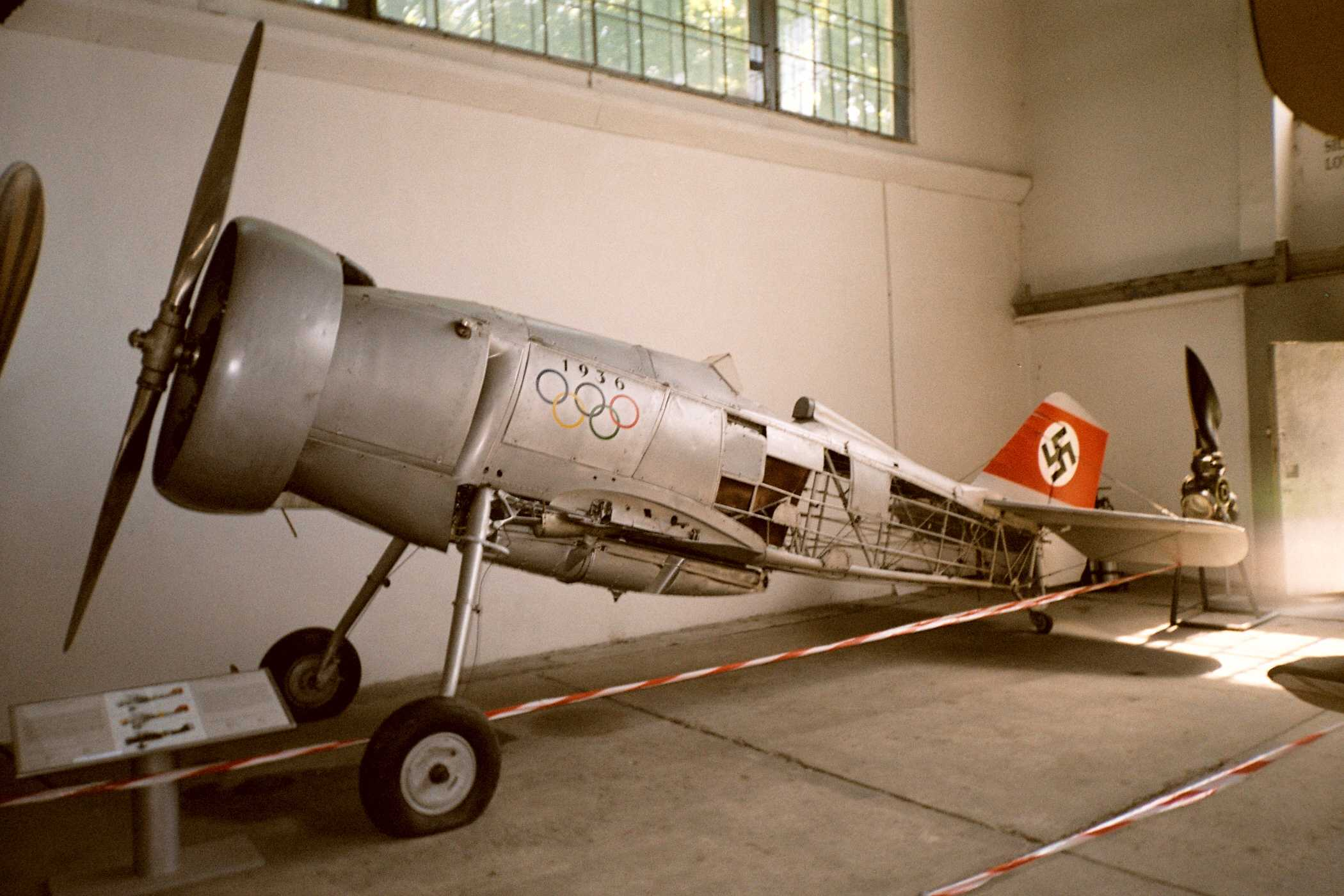
Curtiss Export Hawk II

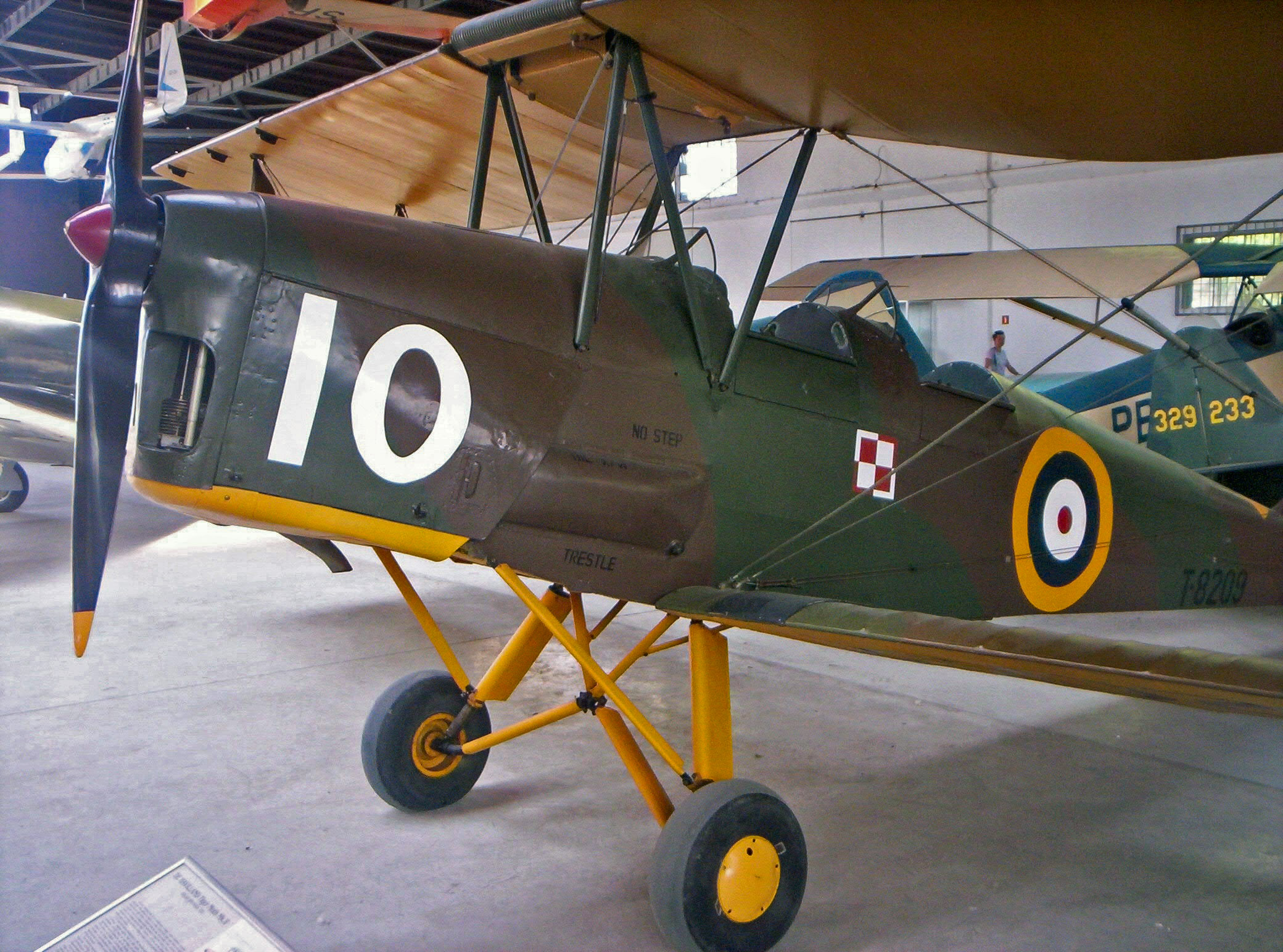
de Havilland 82A Tiger Moth II

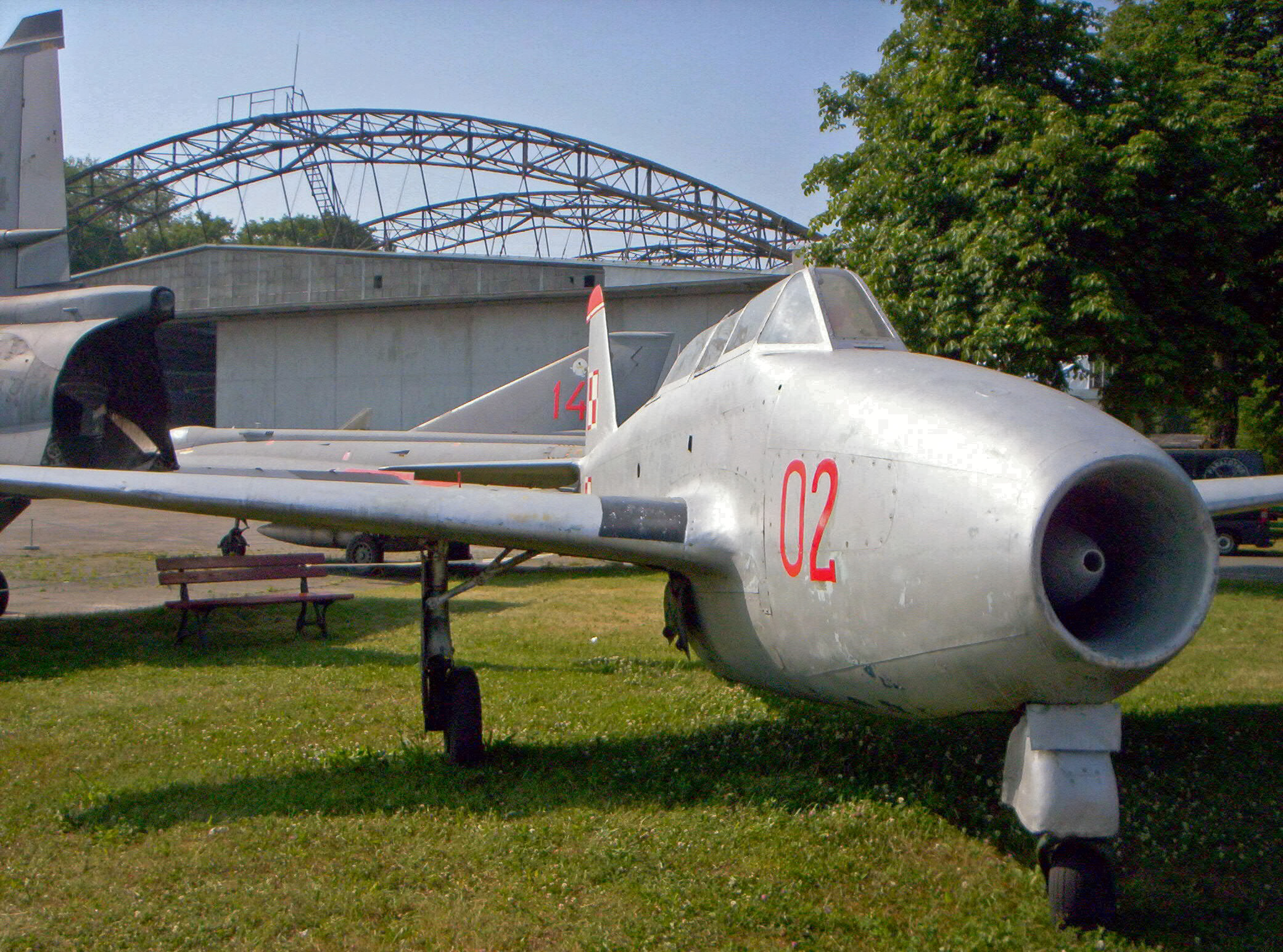
Jak-17UTI

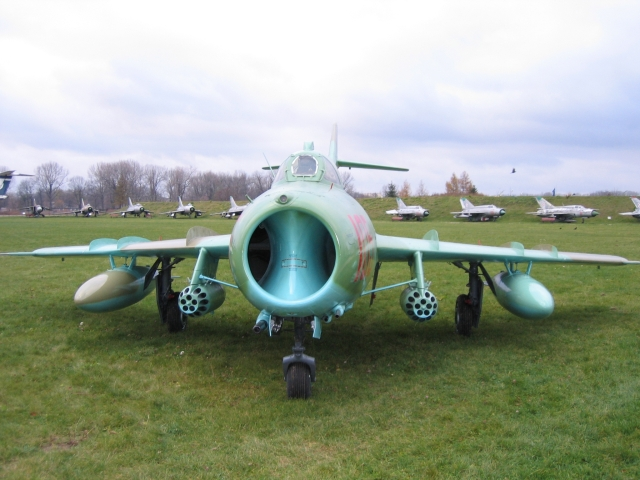
Lim-6bis

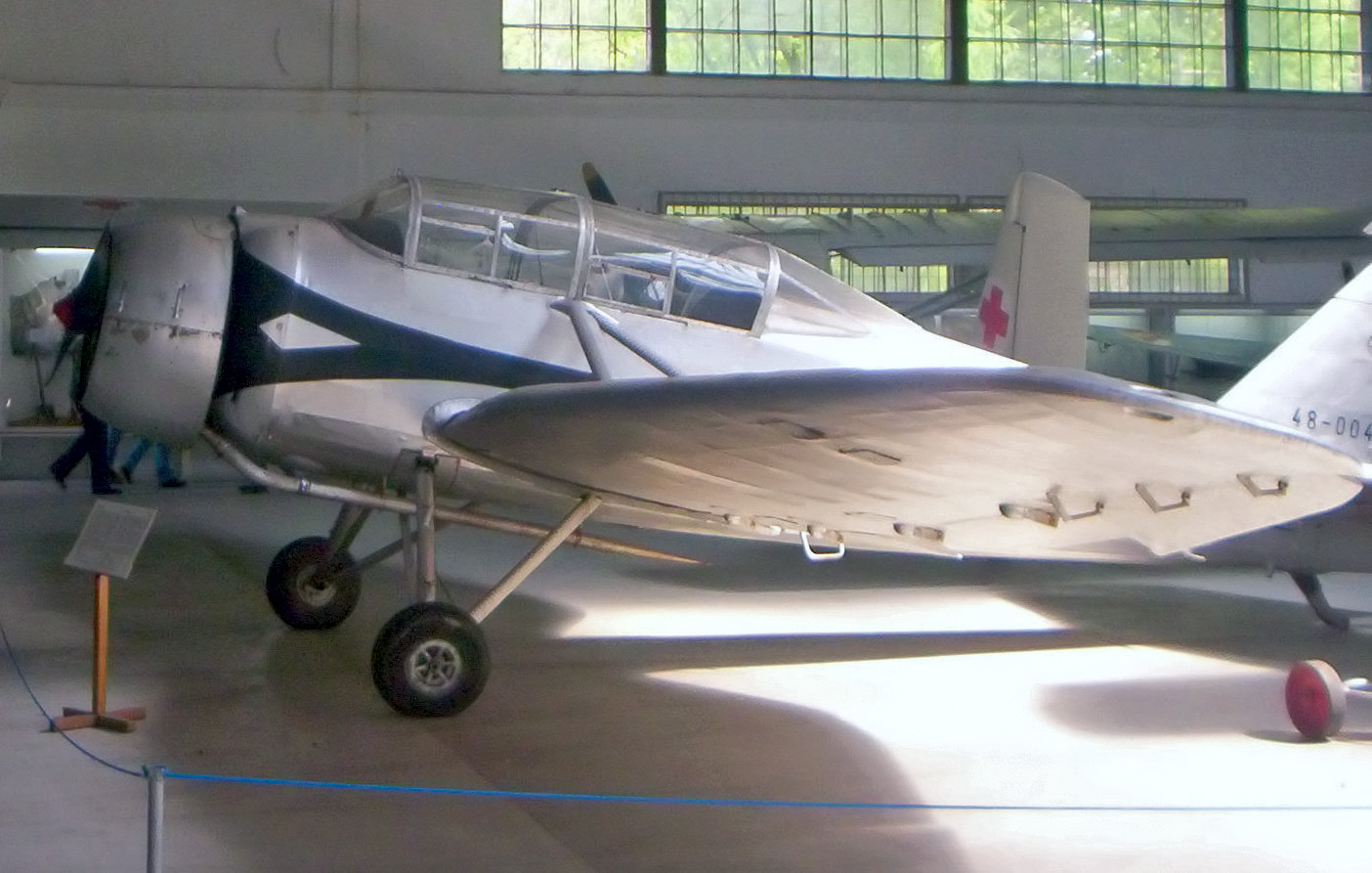
LWD Szpak-4T

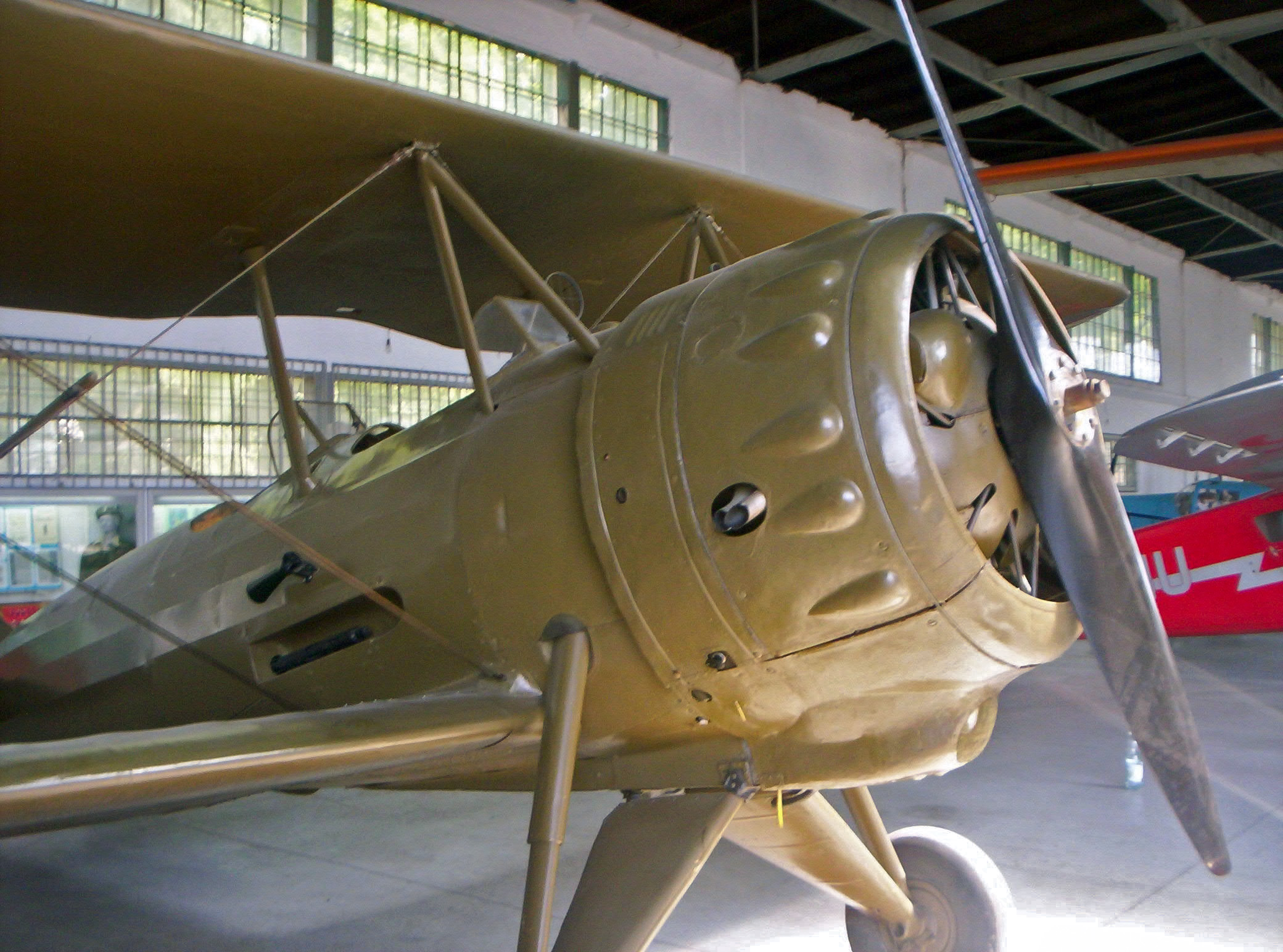
PWS-26

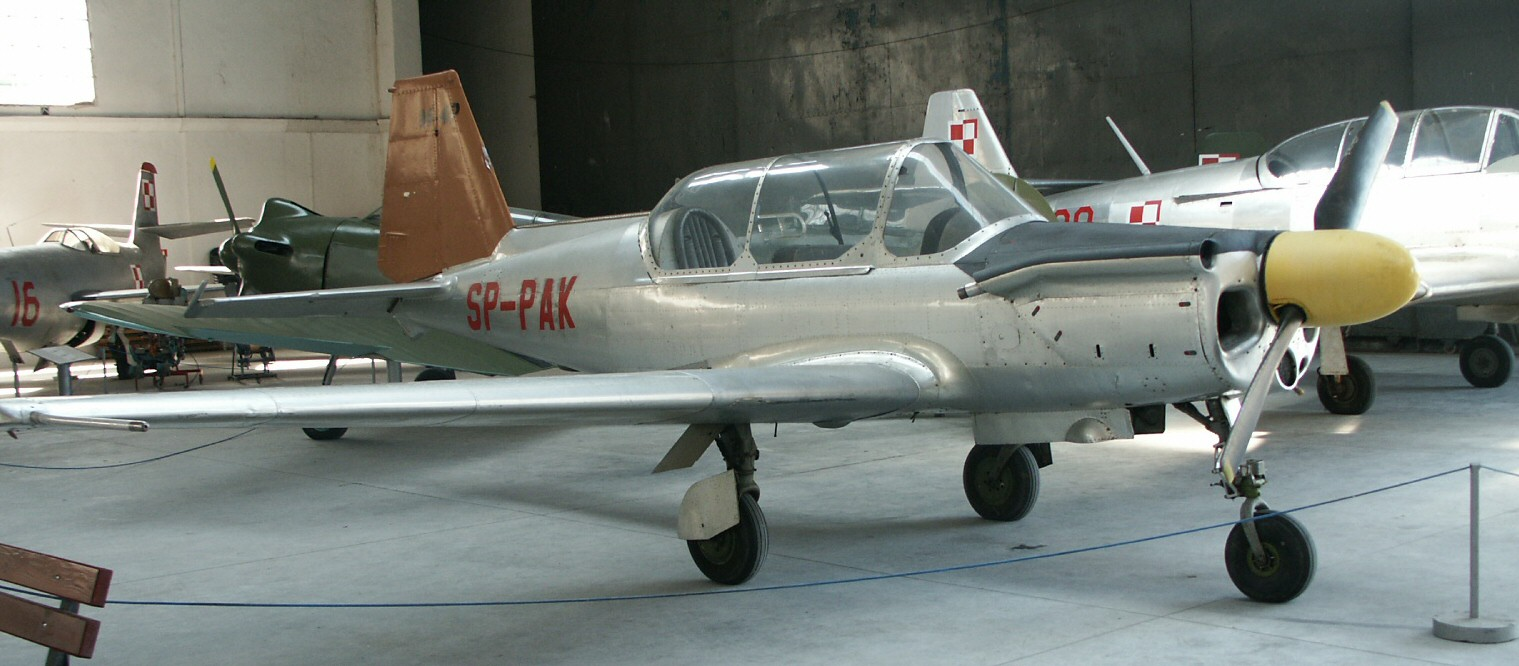
PZL M-4 Tarpan

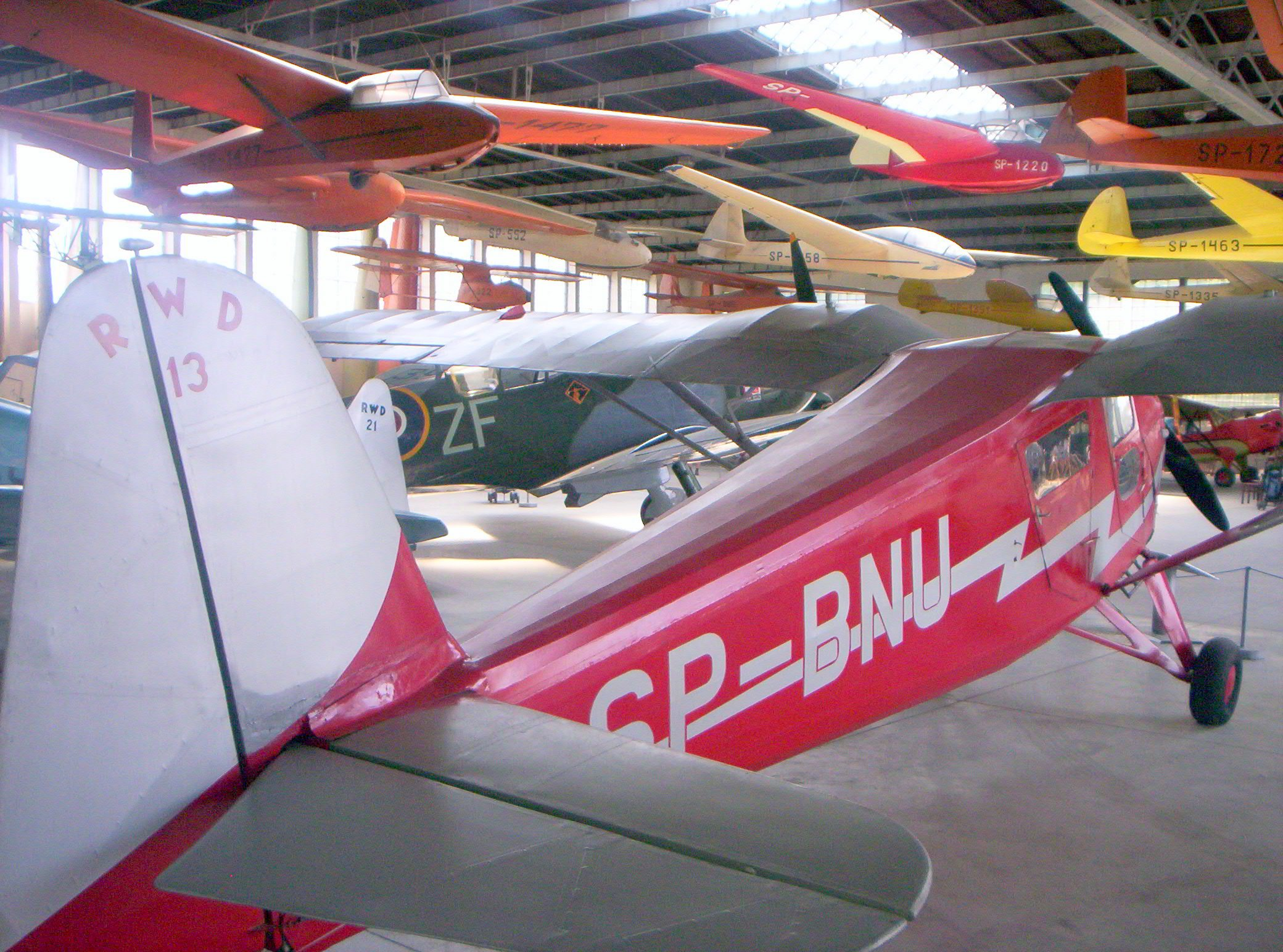
RWD-13

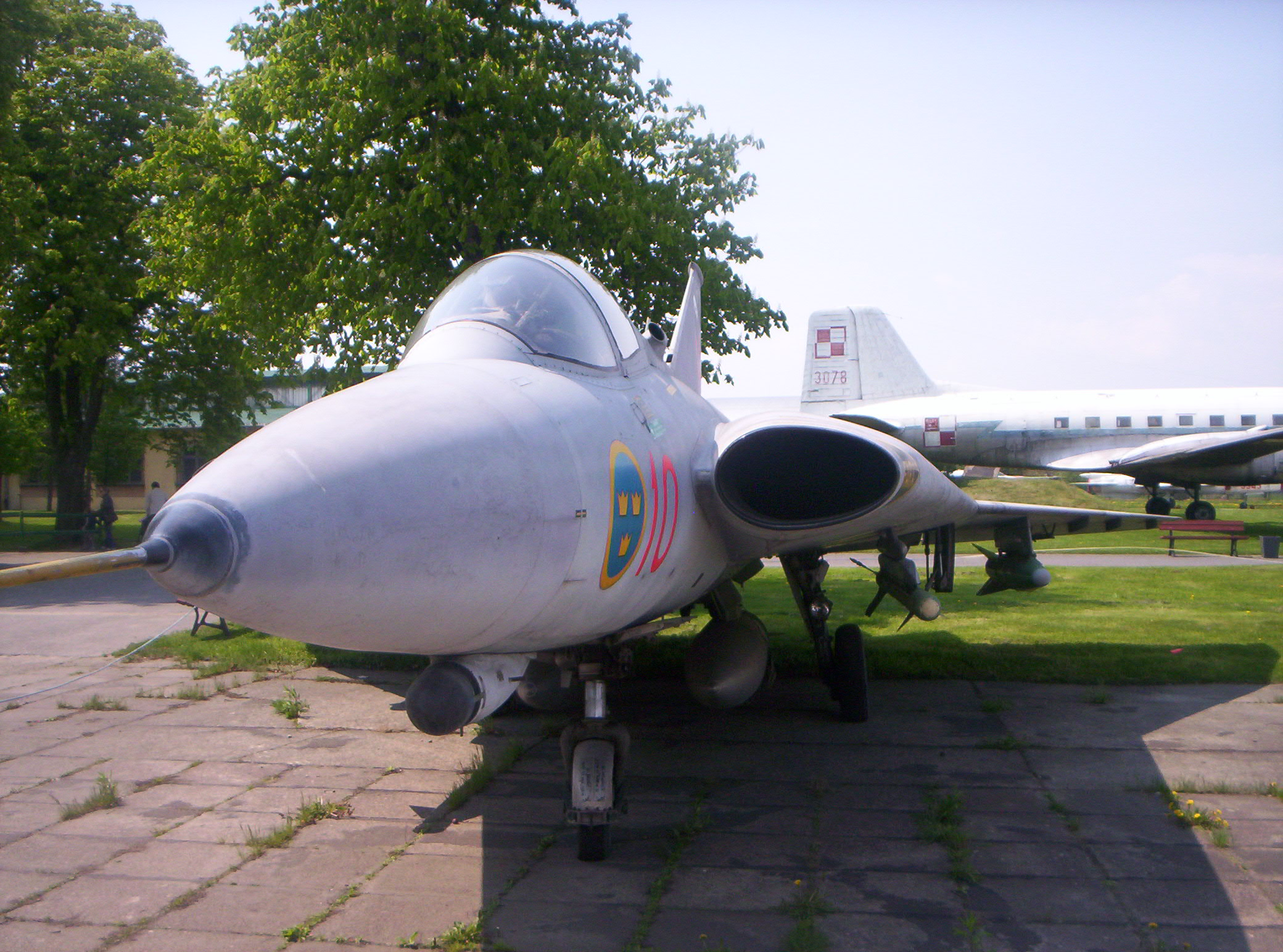
SAAB J 35J Draken

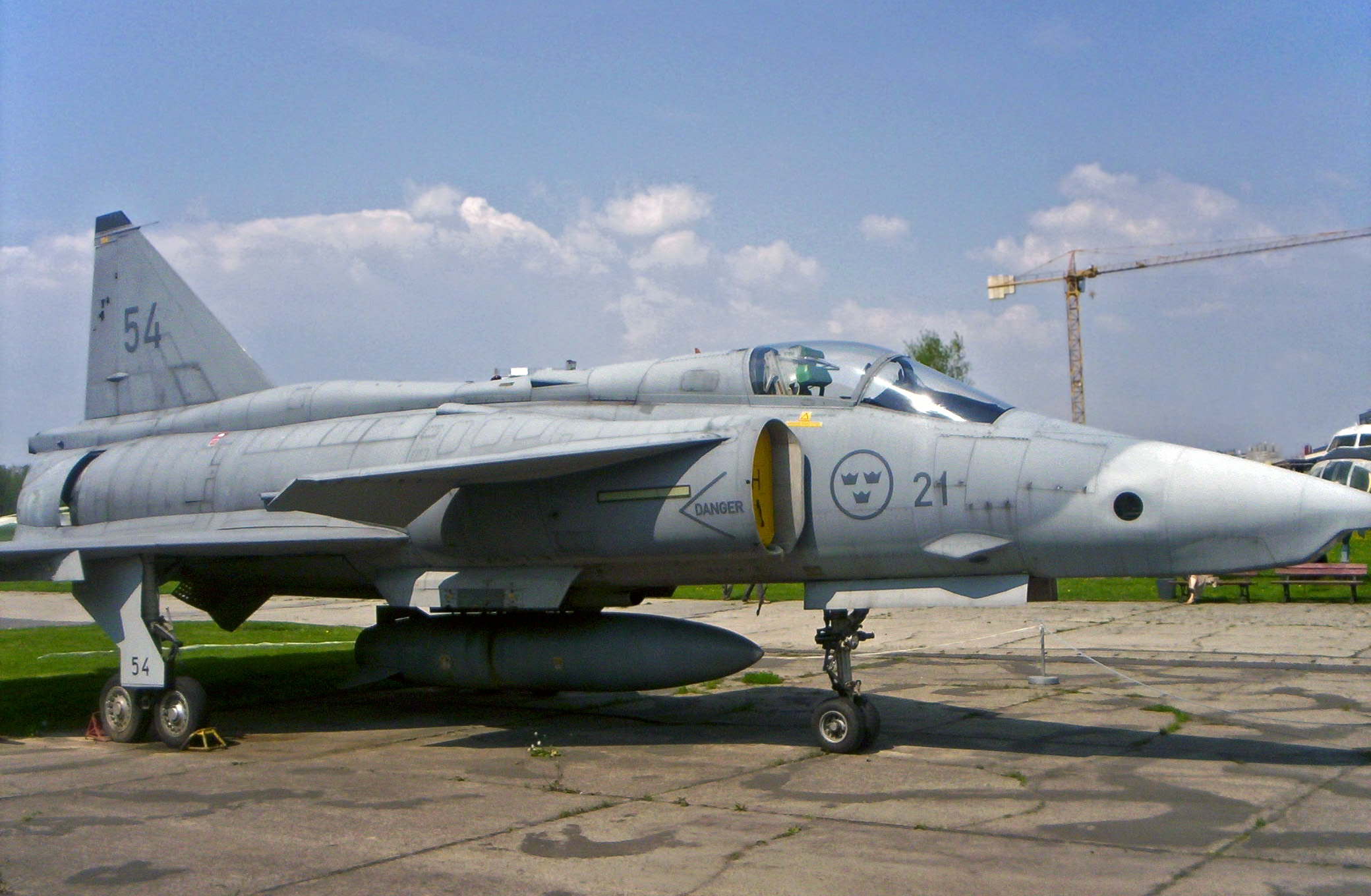
SAAB AJSF 37 Viggen

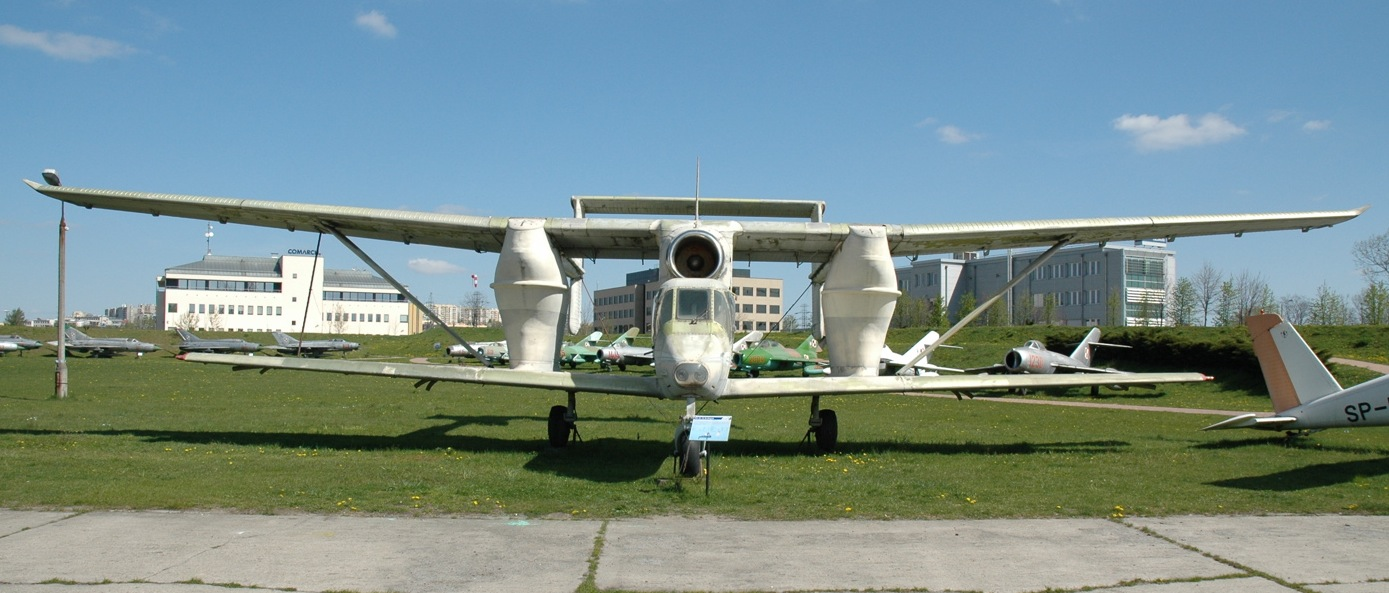
WSK-Mielec M-15 (Belphegor)

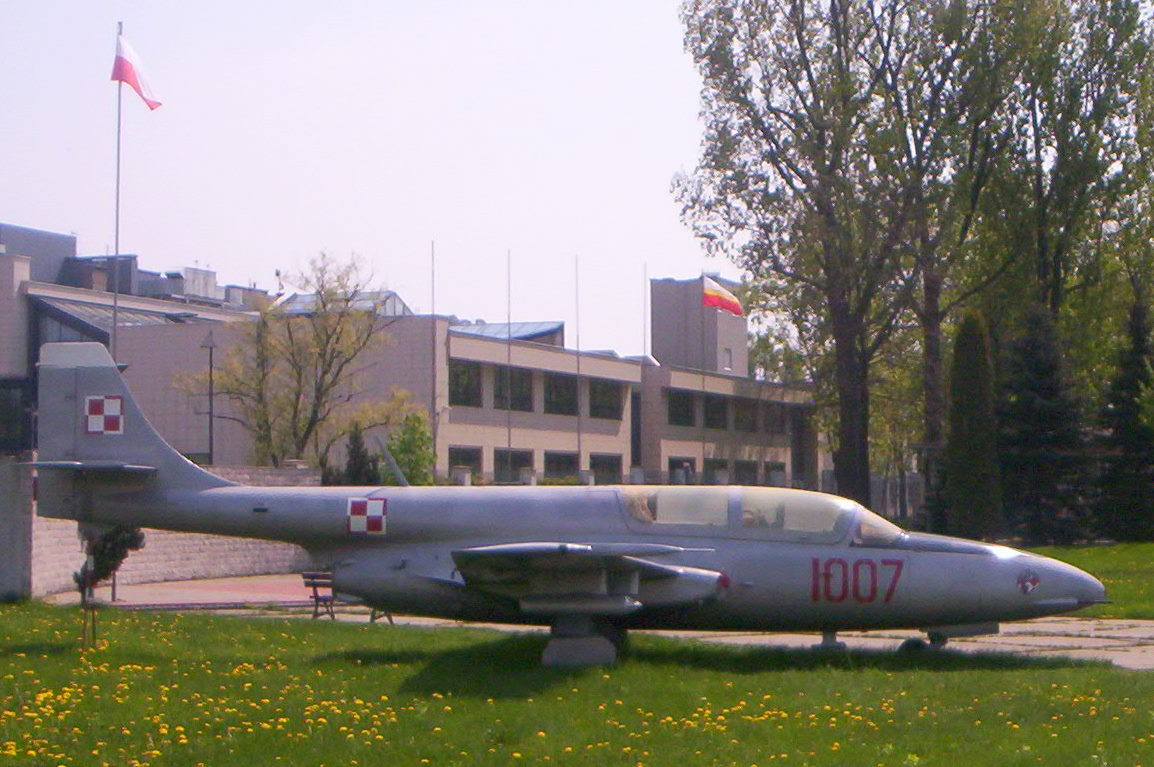
TS-11 Iskra

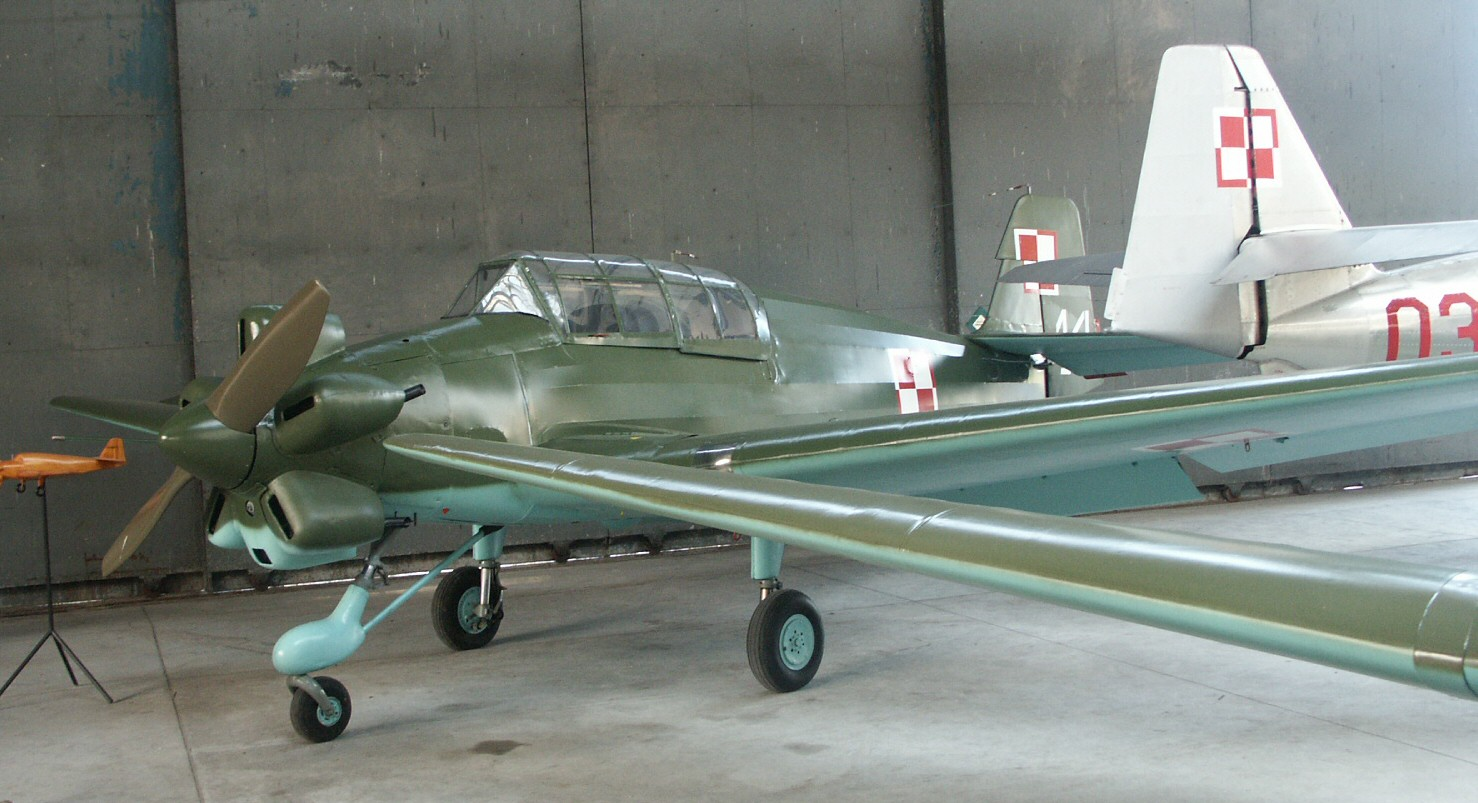
WSK TS-9 Junak 3

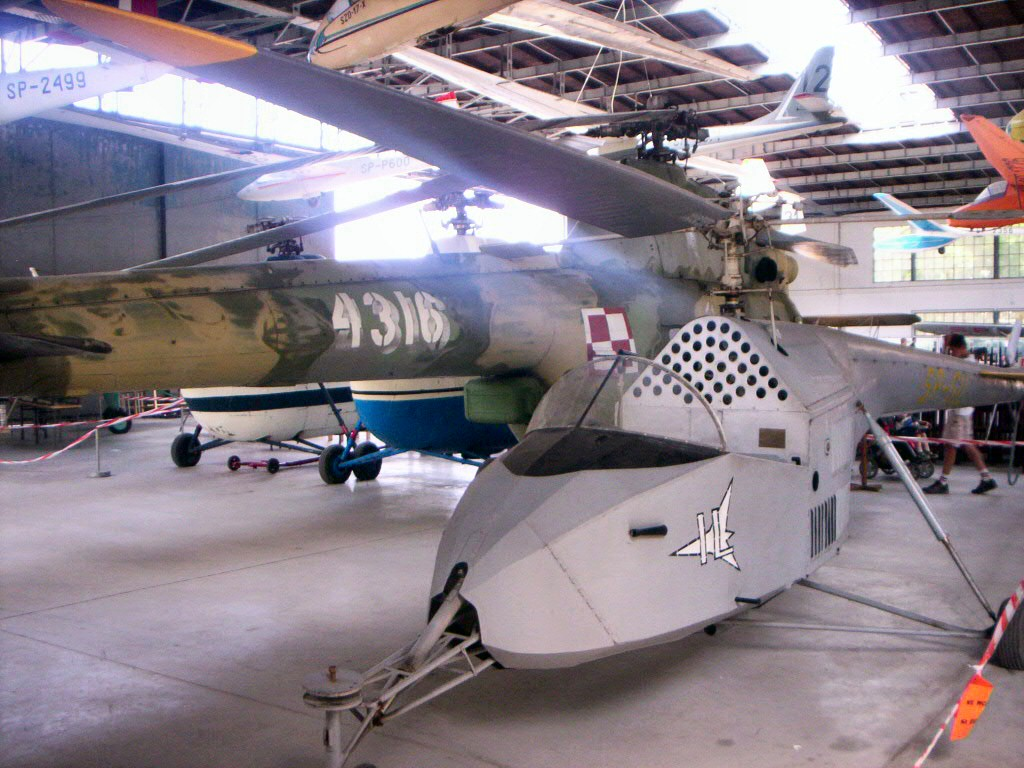
BŻ-1 GIL (SP-GIL)

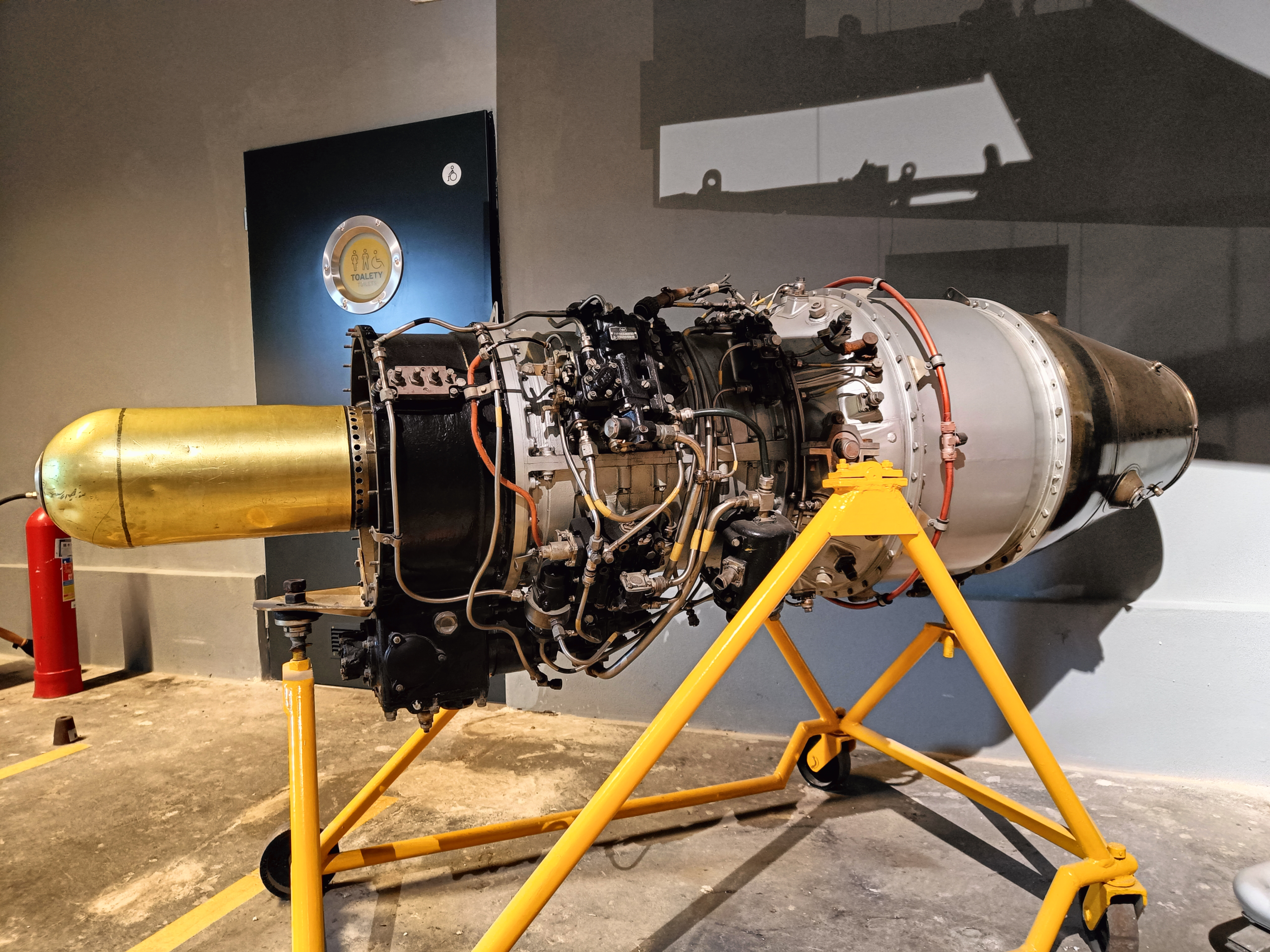
Motor SO-1

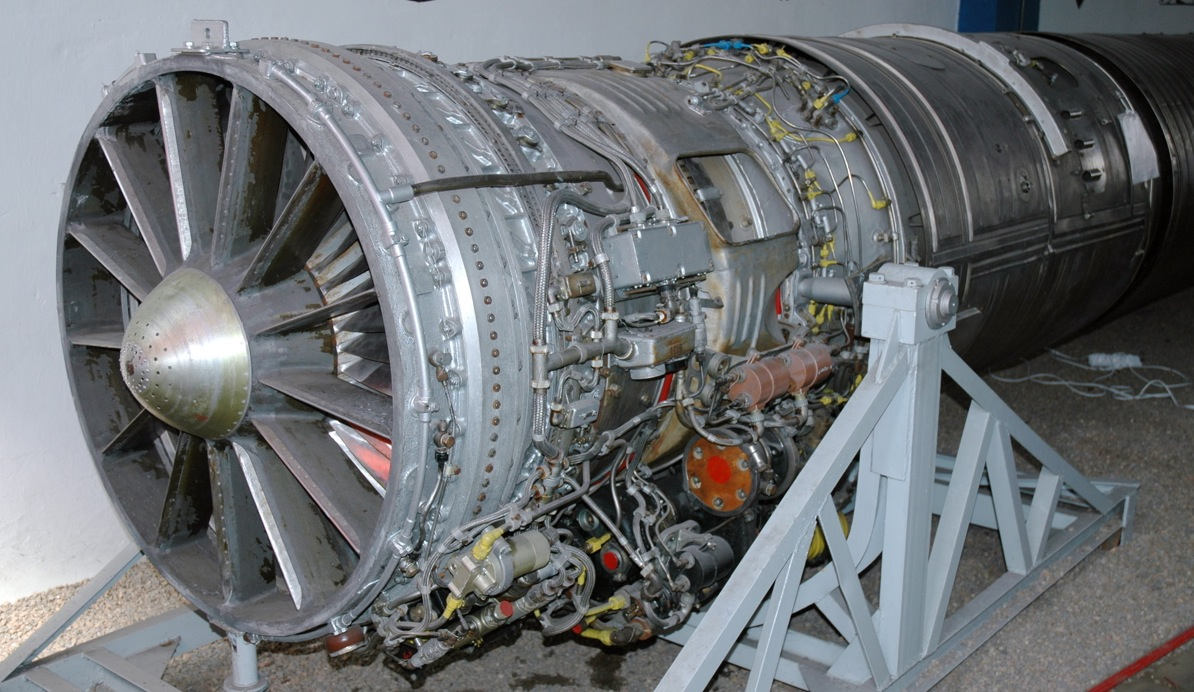
Motor Ljulka AL-7F

Muzeum polského letectví v Krakově (polsky: Muzeum Lotnictwa Polskiego w Krakowie) je letecké muzeum v Krakově v Malopolském vojvodství, které vzniklo v roce 1964 v areálu bývalého letiště Rakowice-Czyzyny. V muzeu je vystaveno přes 200 exponátů, vztahujících se k historii letectví.

## Hlavní budova

### Charakteristika stavby a její využití
Nová hlavní budova muzea vznikla podle návrhu architektů německé architektonické firmy Pysall Architekten z Berlína ve spolupráci s polským designérem Bartlomiejem Kisilewskim. Jejich návrh zvítězil v roce 2005 v soutěži, která byla první celoevropskou architektonickou soutěží vyhlášenou v Polsku po jeho přijetí do EU.
Pro návrh třípodlažní budovy o výšce 12 m, byl určující čtvercový pozemek (60 x 60 m) starého letištního hangáru v sousedství stávajících konstrukcí historického letiště. Tři křídla budovy vybíhající do různých světových stran přehledně oddělují jednotlivé výstavní a společenské prostory a usnadňují návštěvníkům orientaci.
Nosná konstrukce je z monolitického, do antracitového odstínu probarveného pohledového betonu, doplněného velkými skleněnými stěnami. Ty zajišťují především intenzivní využívání denního světla a opticky propojují muzejní exponáty s okolím budovy.
Celkový design budovy vychází z japonského umění origami a navzdory značnému množství betonu (3 500 m³) a práškového pigmentu (39 t) uloženého do konstrukce, působí celek vzdušně a lehce. Nízkoenergetický koncept stavby zajišťuje i tepelný výměník, který přivádí do místností teplý vzduch v zimě a chladný v létě. Zároveň je přes něj odváděn podzemním tunelem vydýchaný vzduch z kina a přednáškového sálu, které, jako jediné dva prostory, nemají přirozené větrání. V letním období zajišťují větrání objektu velká vrata v prosklené stěně obrácené na sever a další klimatizace není potřeba. V budově je instalován energeticky úsporný osvětlovací systém (krokové spínače, detektory pohybu, osvětlovací tělesa se zdroji s nízkou spotřebou). Velké prosklené plochy přivádějí do vnitřního prostoru dostatek denního světla.
Ve třech podlažích budovy o celkové rozloze 4 500 m² se kromě výstavní plochy pro letadla a další letecké artefakty, nachází v 1. patře vzdělávacího křídla 3D kino, přednáškový sál s kapacitou 150 osob, knihovna, restaurace a bar a multimediální sekce. Ve 2. patře jsou umístěny kanceláře.
Muzeum je kromě výstavy leteckých exponátů též pořadatelem konferencí věnovaným historii letectví i muzejnictví.

## Seznam exponátů

### Letouny
- Aero Ae-145
- Aero L-60 Brigadýr
- Albatros B.II
- Albatros C.I
- Albatros H.1
- Avia B.33 (Iljušin Il-10)
- Aviatik C.III
- Blériot XI
- Bücker Bü 131B Jungmann
- Cessna A-37 Dragonfly
- Cessna UC-78A Bobcat
- Curtiss Export Hawk II
- de Havilland 82A Tiger Moth II
- Dassault Mirage 5
- DFW C.V
- Farman IV
- Grigorovič M-15
- Halberstadt CL.II
- Iljušin Il-14S (VEB)
- Iljušin Il-28R
- Iljušin Il-28U
- Jakovlev Jak-11
- Jakovlev Jak-12
- Jakovlev Jak-17UTI (Jak-17W)
- Jakovlev Jak-18
- Jakovlev Jak-23
- Jakovlev Jak-42
- Let L-200A Morava
- Levavasseur Antoinette
- LFG Roland D.VI
- Lisunov Li-2 (lic. Douglas DC-3)
- LVG B.II
- LWD Szpak-2
- LWD Zuch
- LWD Żuraw
- Mikojan-Gurevič MiG-19 PM
- Mikojan-Gurevič MiG-21 F-13
- Mikojan-Gurevič MiG-21 MF
- Mikojan-Gurevič MiG-21 bis
- Mikojan-Gurevič MiG-21 PF
- Mikojan-Gurevič MiG-21 PFM
- Mikojan-Gurevič MiG-21 R
- Mikojan-Gurevič MiG-21 U
- Mikojan-Gurevič MiG-21 UM
- Mikojan-Gurevič MiG-21 US
- Mikojan-Gurevič MiG-23 MF
- Mikojan-Gurevič MiG-29
- North American T-6G Texan
- Northrop F-5E Tiger II
- Piper L-4A Grasshopper
- Polikarpov Po-2LNB
- PWS-26
- WSK-Mielec M-15 Belphegor
- PZL M-4 Tarpan
- PZL P.11c
- PZL S-4 Kania 3
- PZL Szpak 4T
- PZL-104 Wilga
- PZL-105 Flaming
- PZL-106A Kruk
- PZL-130 Orlik
- RWD-13
- RWD-21
- Saab J 35J Draken
- Saab JASF37 Viggen
- Sopwith F.1 Camel
- Suchoj Su-7 BKL
- Suchoj Su-7 BM
- Suchoj Su-7 UM
- Suchoj Su-20
- Suchoj Su-22 M4
- Supermarine Spitfire LF Mk XVIE
- Tupolev Tu-134A
- Tupolev Tu-2S
- WSK Lim-1
- WSK Lim-2
- WSK Lim-5
- WSK Lim-6bis
- WSK Lim-6M
- WSK Lim-6MR
- WSK MD-12F
- WSK SB Lim-2
- WSK SB Lim-2A
- TS-11 Iskra bis B
- TS-8 Bies
- WSK TS-9 Junak 3
- Zlin Z-26 Trenér

### Větroně
- IS-1 Sęp bis
- IS-3 ABC
- IS-4 Jastrząb
- IS-A Salamandra
- IS-B Komar 49
- IS-C Żuraw
- S-1 Swift
- SZD-6X Nietoperz
- SZD-8 bis Jaskółka
- SZD-9 bis Bocian 1A
- SZD-10 bis Czapla
- SZD-12 Mucha 100
- SZD-15 Sroka
- SZD-17X Jaskółka L
- SZD-18 Czajka
- SZD-19-2A Zefir 2A
- SZD-21 Kobuz 3
- SZD-22 Mucha Standard
- SZD-25A Lis
- SZD-43 Orion
- WWS Wrona bis
- WWS-2 Żaba

### Motorové kluzáky
- HWL Pegaz (SP-590}

### Vrtulníky
- BŻ-1 GIL
- BŻ-4 Żuk
- JK-1 Trzmiel
- Mil Mi-4 A
- Mil Mi-4 ME
- WSK Mi-2 URP
- WSK Mi-2Ch
- WSK SM-1 (licence Mil Mi-1)
- WSK SM-2

### Motory
| - AI-14R - AI-24WT - Alfa Romeo 126 RC 34 - Argus As 10c - Argus As 410 - Argus As 5 - Argus As 7 - Argus As 8 - Armstrong Siddeley Genet - Austro-Daimler DM 200 - Avia M-332 - Avia M-337 - Benz Bz IVd - BMW 132 Z - BMW 801 D2 - BMW IIIa - Bramo 323 Fafnir - Breda (lic. SPA 6a) - Bristol Cherub I - Bristol Pegasus X - Clerget Blin 9B - Daimler-Benz DB 600 G - Farman 12 WE - Farman 9 EFR - Gnome-Rhone 9KRd Mistral - Gnome-Rhone Jupiter 9Ab - GTD-350 - Hirth HM 504A - Hirth HM 508 - Hirth HM 60R - Hispano-Suiza 12X - Hispano-Suiza 82 - Isotta Fraschini Bianchi V 4B - Junkers Jumo 205 - Junkers Jumo 211 - Junkers L8 - Klimov M-103 - Klimov VK-105 PF - Le Rhône 9 - Liberty L-12 - LIT-3 (lic. Ivčenko AI-26) - Lorraine-Dietrich 12 EB - Ljulka AL-7F - Maybach HSLU - Maybach Mb.IV - Mercedes Benz F-7502 - Mercedes D.IIIa - Mercedes D.IVa - Mercedes D.IVb | - Mercedes E.4F - Mikulin AM-34 - Mikulin AM-35A - Mikulin AM-42 - Mikulin AM-38F - NAG C III - Praga Doris 208B - Pratt & Whitney R-1830 - Pratt & Whitney R-2800 - PZInż. Junior - PZInż. Major Typ 4 - PZL Pegaz II - PZL Pegaz VIII - PZL WN-3 - Tumanskij R-11 - Tumanskij R-13 - Tumanskij R-27 - RAF 3A (Napier) - RAF 4A (Daimler) - RD-10A - RD-500 - RD-9B - Renault 12FE - Renault 6Q11 - Rolls-Royce Eagle Mk IX - Rolls-Royce Kestrel II S - Rolls-Royce Merlin Mk XX - 9D21 - R-11 (SCUD) - Salmson 9 AD - Salmson Z-9 - Siemens-Halske Sh 14 - Wójcicki ramjet - Sunbeam Mohawk - Švecov AŠ-21 - Švecov AŠ-62 IR - Švecov AŠ-82 FN - Švecov M-11 D - Švecov M-11 FR - Walter HWK 109-501 - Walter HWK 109-507 - Walter Minor 4-III - Walter Mistral K-14 - Wright R-2600-23 Cyclone 14 - Wright Whirlwind R-975 - WSK Lis-2 - WSK NP-1 - WSK SO-1 |